# Casa Esteve Mayol
Casa Esteve Mayol és una obra del municipi de la Garriga (Vallès Oriental) inclosa en l'Inventari del Patrimoni Arquitectònic de Catalunya.

## Descripció
Edifici civil com a habitatge unifamiliar aïllat. Consta de planta baixa, pis i golfes. Està assentada damunt un sòcol de maçoneria concertada. Les obertures, rectangulars, estan totes rematades per una llinda elaborada en obra vista i disposada de forma esglaonada. La coberta és a dues vessants. La casa s'aixeca davant un petit pati, separat del carrer per un mur elaborat amb maçoneria a la base i un reixat de ferro a la part posterior.